# Miss Mundo 2001

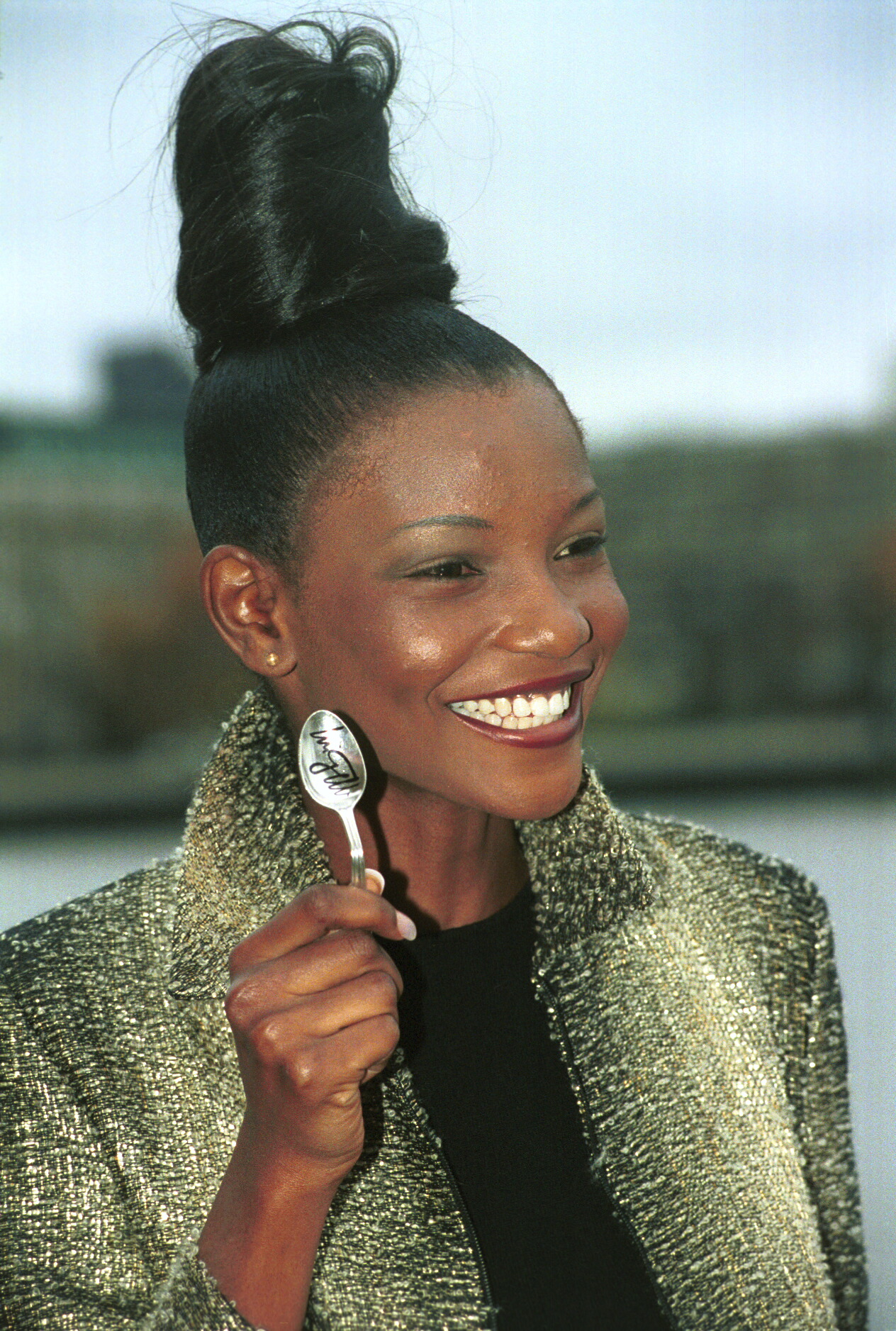
Agbani Darego, vencedora do Miss Mundo 2001

O 51º Concurso Miss Mundo aconteceu em Sun City, África do Sul em 16 de novembro de 2001. A vencedora foi Agbani Darego, da Nigéria.